# Medista
Medista is een Belgisch bedrijf dat supply chain-diensten aanbiedt binnen de medische sector. Al vroeg in de Coronacrisis (april 2020) werd het bedrijf verantwoordelijk voor het beheer van de strategische voorraad geneesmiddelen, in een latere fase (juni 2020) ook voor de verdeling van medische hulpmiddelen, bijvoorbeeld nodig voor het testen en opsporen van het virus.
Midden 2022 verzuurde de relatie tussen Medista en de Federale Overheid, toen er kritiek kwam op het contract en de kostprijs van de aangeboden dienst.